# Ellen Mary Rope

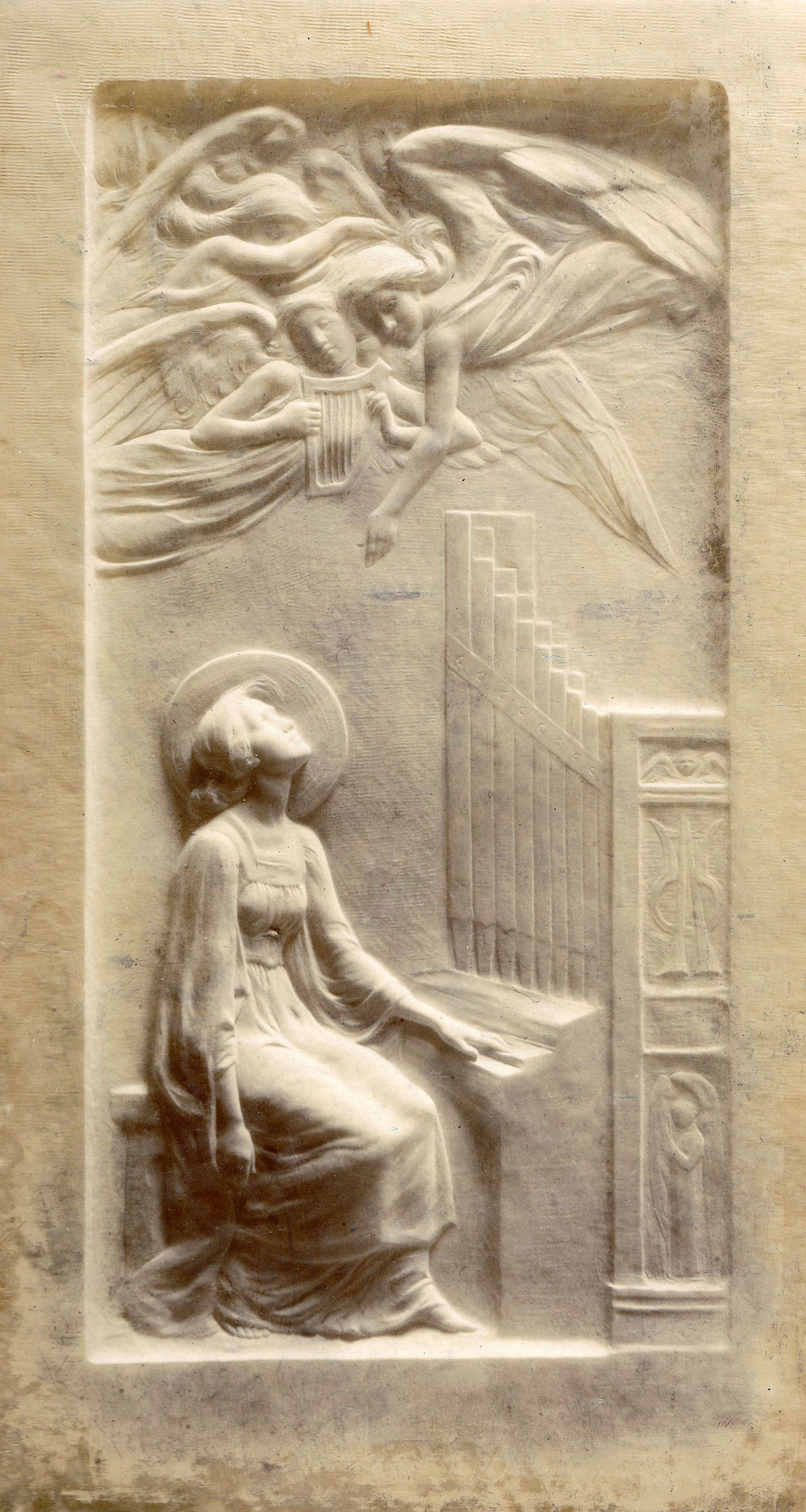
Jungfrau Maria (?), Flachrelief, Marmor

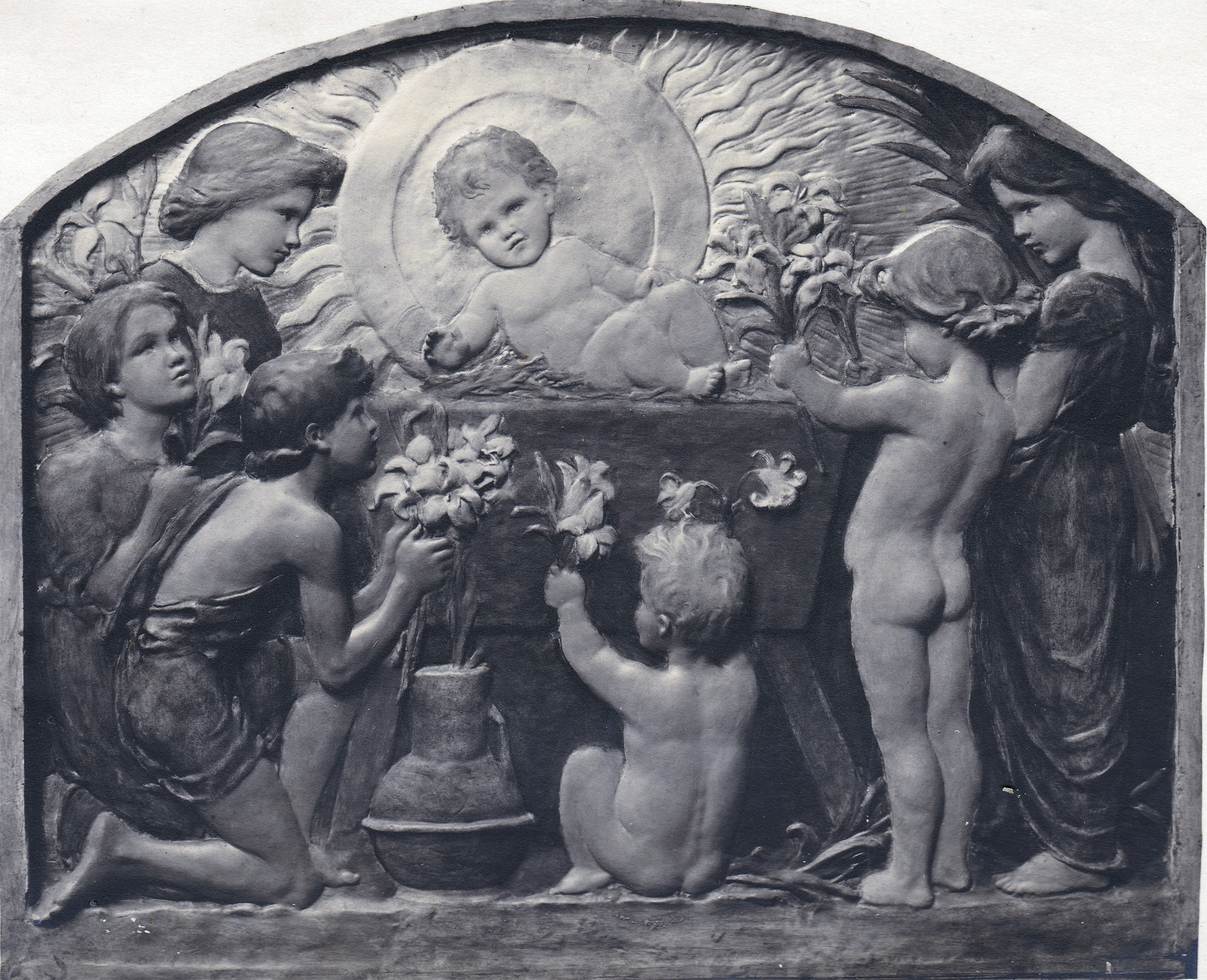
Christus als Kind mit Gleichaltrigen und Lilien, koloriertes Gips-Flachrelief

Ellen Mary Rope (* 14. März 1855 in Blaxhall, Suffolk; † 13. September 1934 ebenda) war eine britische Bildhauerin in der Zeit von 1885 bis in die frühen 1930er Jahre. Ihr Werk zeichnet sich durch eine große Bandbreite bei Ausdrucksformen und Stil aus, die von klassisch bis populär reichen. Sie arbeitete vor allem mit Flachreliefs in Stein, Metallguss oder Gips.

## Leben
Ellen Mary Rope wurde als siebtes Kind von George und Anne Rope geboren und soll schon als Kind starke künstlerische Neigungen gezeigt haben, vielleicht unter dem Einfluss ihres ältesten Bruders, George Thomas Rope, einem Landschaftsmaler und Naturforscher. Um dieses Interesse zu fördern, wurde sie 1870 nach London an die Nottingham Place School in Marylebone geschickt, wo sie von Octavia Hill im Zeichnen unterrichtet wurde.  Später kehrte sie in ihr Heimatdorf zurück und besuchte die Ipswich School of Art. Ihre ersten ausgestellten Werke waren Gemälde und Zeichnungen ähnlicher ländlicher Themen wie die ihres Bruders, der neben ihr ausstellte.
1877 kehrte sie nach London an die Slade School of Fine Art zurück, wo sie zunächst weiterhin Zeichnen und Malen studierte, doch 1880 führte Alphonse Legros einen Kurs in Bildhauerei und Modellieren ein, den Rope mit großem Erfolg belegte und der ihre künstlerische Laufbahn grundlegend beeinflusste. Ihre Kunst entwickelte sich entlang der klassischen Arts-and-Crafts-Linien, wobei der Schwerpunkt auf der Beteiligung des Künstlers während des gesamten kreativen Prozesses und der manuellen und nicht maschinellen Herstellung lag.
In den 1880er unternahm sie mehrere Italienreisen, wo sie sich vor allem die Reliefe von Donatello und Luca della Robbia ansah.
Die meiste Zeit ihrer beruflichen Laufbahn war Rope in London ansässig, zuletzt in der Deodar Road in Putney, wo sie sich mit ihrer Assistentin Dorothy Anne Aldrich Rope, einer Nichte, eine Wohnung und ein Atelier teilte. In der gleichen Straße befand sich das Glasmalerei-Atelier einer anderen Nichte, M. E. Aldrich Rope, nicht zu verwechseln mit einer dritten künstlerischen Nichte, Margaret Agnes Rope.
Ellen Mary Rope zog sich erst kurz vor ihrem Tod im Jahr 1934 vollständig in das Haus der Familie auf der Grove Farm in Blaxhall zurück.

## Werk
Ihr erstes Werk von der Royal Academy of Arts akzeptierter Beitrag war 1885 eine Terrakotta-Tafel mit dem Thema David playing before Saul. Von diesem Zeitpunkt an war sie in den meisten Jahren bis 1918 auf den Ausstellungen der Royal Academy vertreten.
1893 war sie so bekannt, dass sie den Auftrag erhielt, vier Gipsrelieffiguren für die Zwickel des Woman’s Building auf der World’s Columbian Exposition in Chicago zu schaffen. Die polychromen Tafeln waren fast zwei Meter hoch und stellten Glaube, Hoffnung, Nächstenliebe und die himmlische Weisheit dar.
Mit ihrer Arbeit konnte sie auch kommerziellen Erfolg erzielen: Von 1896 bis zu deren Schließung war sie eine der Designerinnen der Della Robbia Pottery in Birkenhead. Dies führte zu populäreren Arbeiten für den Hausgebrauch, die Kinder, Blumen oder das Meer darstellten.  Diese kleinen Tafeln „were primarily designed to be executed at low cost and repeated if desired, so that they could be used by others than the very rich“. Es gab jedoch auch weiterhin größere Aufträge für Architektur, darunter große Figuren von Faith, Hope und Charity für das Rathaus von Morley (inzwischen verschollen), eine knapp sieben Meter lange Tafel Docks and Timber Trade in the Thames in the Year 1700 (1897) für das Rathaus von Rotherhithe (durch Bombenangriffe im Krieg zerstört) und ein aus Zement gefertigtes Denkmal für Tischler und Zimmerleute in der St. Mary’s Church in Bolton-on-Swale (1905/1906) mit demselben Thema. Weitere Arbeiten für Kirchen waren geschnitzte Kapitelle in der Kirche von Cricklewood, eine Reliefplatte zum Andenken an Mary Anne Moberley, der Frau von George Moberly, Bischof von Salisbury in der Kathedrale von Salisbury (1890) oder das Kriegsdenkmal in der St. Peter’s-Kirche in Blaxhall.
Eine bis in die Kindheit zurückreichende Verbindung zu den Suffragistinnen der Familie Garrett, führte dazu, dass ihre Zwickel aus Chicago im Speisesaal der Chenies Street Ladies’ Residential Chambers (einem Projekt der Cousinen Rhoda und Agnes Garrett) installiert wurden und später das Marmordenkmal für die Mutter von Elizabeth Garrett Anderson in der Pfarrkirche von Aldeburgh. Bereits 1894 hatte eine andere Garrett-Mitarbeiterin, Octavia Hill, bei Rope Flachreliefs für den Salon des Women’s University Settlement am Nelson Square in Blackfriars in Auftrag gegeben.